# Киняцька
Киняцька (хорв. Kinjačka) — населений пункт у Хорватії, у Сисацько-Мославинській жупанії у складі громади Суня.

## Населення
Населення за даними перепису 2011 року становило 213 осіб.
Динаміка чисельності населення поселення:

## Клімат
Середня річна температура становить 10,92 °C, середня максимальна – 25,74 °C, а середня мінімальна – -6,50 °C. Середня річна кількість опадів – 938 мм.
| Клімат поселення                              | Клімат поселення | Клімат поселення | Клімат поселення | Клімат поселення | Клімат поселення | Клімат поселення | Клімат поселення | Клімат поселення | Клімат поселення | Клімат поселення | Клімат поселення | Клімат поселення | Клімат поселення |
| Показник                                      | Січ.             | Лют.             | Бер.             | Квіт.            | Трав.            | Черв.            | Лип.             | Серп.            | Вер.             | Жовт.            | Лист.            | Груд.            |                  |
| Середній максимум, °C                         | 6,92             | 9,15             | 13,70            | 18,02            | 22,55            | 25,74            | 24,83            | 24,04            | 20,44            | 15,28            | 9,96             | 5,60             |                  |
| Середня температура, °C                       | 0,23             | 2,43             | 6,98             | 11,32            | 15,83            | 19,02            | 20,67            | 19,88            | 16,27            | 11,11            | 5,80             | 1,46             |                  |
| Середній мінімум, °C                          | −6,5             | −4,28            | 0,28             | 4,60             | 9,13             | 12,32            | 16,54            | 15,74            | 12,11            | 6,98             | 1,63             | −2,7             |                  |
| Норма опадів, мм                              | 58               | 56               | 65               | 76               | 83               | 92               | 84               | 86               | 84               | 88               | 93               | 73               |                  |
| Середньомісячна швидкість вітру, м/с          | 1.70             | 1.90             | 2.30             | 2.20             | 2.00             | 1.90             | 1.80             | 1.70             | 1.68             | 1.70             | 1.79             | 1.80             |                  |
| Середньомісячна сонячна радіація, кДж/м²·день | 4243             | 7037             | 10742            | 15256            | 19493            | 21715            | 22701            | 19751            | 14581            | 9005             | 4782             | 3485             |                  |
| --------------------------------------------- | ---------------- | ---------------- | ---------------- | ---------------- | ---------------- | ---------------- | ---------------- | ---------------- | ---------------- | ---------------- | ---------------- | ---------------- | ---------------- |
| Джерело:                                      |                  |                  |                  |                  |                  |                  |                  |                  |                  |                  |                  |                  |                  |